# Высший государственный совет (Ливия)
Высший государственный совет (араб. المجلس الأعلى للدولة‎, также Верховный государственный совет) — государственный консультативный орган Ливии, созданный в соответствии с Ливийским политическим соглашением, которое было подписано 17 декабря 2015 года. Высший государственный совет может консультировать временное правительство национального единства (ПНЕ) и Палату представителей и может выпустить обязательное заключение этим органам при определённых обстоятельствах. Члены Совета были назначены Всеобщим национальным конгрессом. Первая встреча членов Совета прошла 27 февраля 2016 года. Официально государственный совет был учреждён на церемонии в отеле Al Mahary Radisson Blu в Триполи 5 апреля 2016 года. 22 апреля 2016 года совет перешёл в штаб-квартиру бывшего Генерального конгресса, в Rixos Al Nasr Convention Centre. После столкновений с боевиками, лояльными ПНС, в конце октября 2016 года Высший государственный совет вновь поселился в отеле Al Mahary Radisson Blu.

## История
Собрание совета впервые прошло 27 февраля 2016 года. Этот орган был официально учреждён на церемонии в Radisson Blu Al Mahary Hotel Tripoli  5 апреля 2016 года.
22 апреля 2016 года совет переехал в штаб-квартиру бывшего Всеобщего национального конгресса Генерального национального конгресса в конференц-центре Rixos Al Nasr.
31 августа 2016 года в Бенгази был провозглашён собственный Высший государственный совет, состоящий из 94 членов, и его члены хотели присоединиться к официальному органу.
21 сентября 2016 года совет принял законодательные полномочия.
10 октября 2016 года конференц-центр Rixos Al Nasr был атакован боевиками, лояльными ВНК. 15 октября 2016 года силы, лояльные ВНК, заняли здание и объявили о возвращении кабинета Халифы аль-Гави. Затем произошла битва между сторонниками Фаиза Сараджа и силами Гави. После этих столкновений совет снова обосновался в отеле Radisson Blu Al Mahary.

## Председатели
| № | Имя                 | Полномочия    | Полномочия    | Партия                                |
| № | Имя                 | Начало        | Окончание     | Партия                                |
| - | ------------------- | ------------- | ------------- | ------------------------------------- |
| 1 | Абдулрахман Севехли | 6 апреля 2016 | 8 апреля 2018 | Союз за Родину                        |
| 2 | Халид аль-Мишри     | 8 апреля 2018 | действующий   | Партия справедливости и строительства |